# فريدريش هانسل
فريدريش هانسل (بالألمانية: Friedrich Hensel)‏ (و. 1781 – 1809 م) هو ضابط نمساوي، ولد في براشوف، ويحمل رتبة عسكرية نقيب، توفي عن عمر يناهز 28 عاماً.

## التعليم
تعلم في Theresian Military Academy ‏
.